# Hasan Rami Pascha

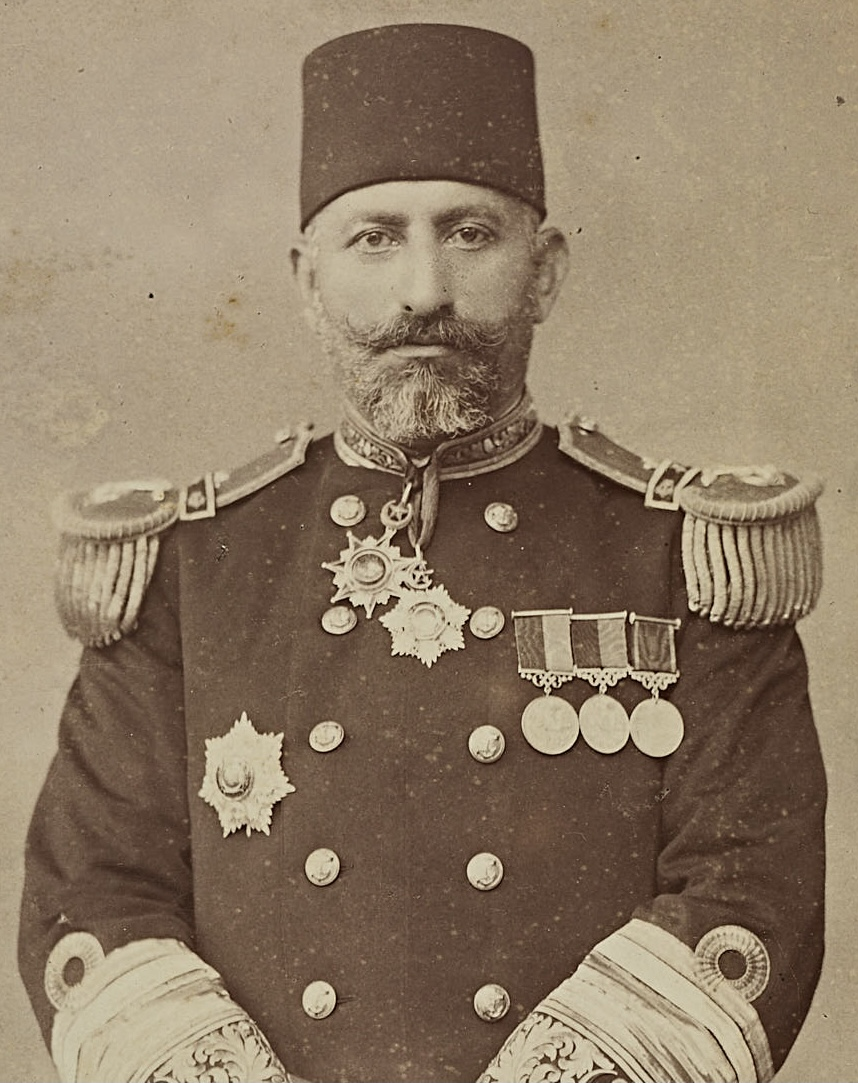
Admiral Hasan Pascha, 1897

Hasan Rami Pascha (* 1842 in Selânik, Osmanisches Reich; † 1923 in Istanbul) war ein osmanischer Militär und Kaptan-ı Deryâ.
Während des Russisch-Osmanischen Krieges befehligte er ein Kriegsschiff. 1882 wurde er zum Marinekommandanten befördert. 1885 wurde er zum Adjutanten Sultan Abdülhamid II. ernannt. Während des Türkisch-Griechischen Kriegs war Hasan Pascha mit der Verteidigung der Dardanellen beauftragt. 1906 wurde er zum Marineminister ernannt und blieb dies bis zur Absetzung des Sultans 1908. Er wurde vor ein Kriegsgericht gestellt und degradiert. Bis zu seinem Tod 1923 lebte er in Istanbul.